# 江成 (小惑星)
江成（えなり、26223 Enari）は小惑星帯に位置する小惑星。埼玉県のアマチュア天文家、佐藤直人が1997年に秩父市で発見した。
2001年11月23日に入間市児童センターで行われた（佐藤直人も支援スタッフとして参加した）、日本最初のNASA教育プログラム「ARISSスクールコンタクト」のアマチュア・ラジオ・オペレーターを務めた江成彰彦にちなんで、2009年8月に命名された。